# Línea 336 (Buenos Aires)
La Línea 336 es una línea de colectivos del Oeste de la Provincia de Buenos Aires, perteneciente a la empresa La Nueva Metropol bajo el nombre de Libertador Metropolitana.
Cubre un recorrido que une la estación Morón con la estación Paso del Rey.

## Unidades
Colores: las unidades están pintadas mayormente en blanco, con pantalla led con las letras y los números en naranja.

## Administración
Empresa Libertador San Martín S.A.T.: Av. B. Mitre y Callao - Moreno - Provincia de Buenos Aires

## Ramales
- EST. MORON - EST. PASO DEL REY

- FRACCIÓN: EST. PASO DEL REY - EST. MERLO